# The Graduation of Jake Moon
The Graduation of Jake Moon é um livro infantil do gênero romance. A obra foi escrita por Barbara Park e é indicada para a leitura por crianças de 9 a 12 anos. Os acontecimentos da história rondam em torno de Jack Moon, o personagem principal, e de quatro temas primordiais: doença de Alzheimer, juventude, relações familiares e memória.

## Conteúdo
O personagem principal do livro, Jack, é um menino da oitava série. A história aborda a doença de Alzheimer, que o avó de Jack, Skelly, adquire. A partir dessa doença e da relação do personagem principal com seu avó, de quem ele era muito próximo, o livro fala sobre as complicações das relações familiares, principalmente entre avós e netos, assim como pais e filhos. Além disso, por conta do Alzheimer, questões sobre memória e juventude são bastante abordadas na obra.
A narrativa é ambientada nos Estados Unidos.

## Publicação
A autoria do livro é de Barbara Park, sendo que a ilustração foi realizada por Paul Colin. A editora do livro é a Atheneum Books, que lançou o volume em 2002, em Nova York, nos Estados Unidos, com 128 páginas.

## Recepção
O site Publishers Weekly, na resenha da obra, estrelou o livro. Já o School Library Journal e o Kirkus Reviews deram quatro estrelas para a história.